# 朝倉孝景条々
朝倉孝景条々は室町時代中期の武将、越前国守護の朝倉孝景が制定したとされる分国法。朝倉敏景十七箇条、英林壁書ともいう。家訓をもって国を治める基本とした。1479年（文明11年）ら1481年（文明13年）までの間に制定されたとみられている。

## 内容
- 朝倉家に於ては宿老を定むべからず。その身の器用忠節によりて申し付くべき事
世襲制度を廃し、実力主義を採用すべきである。
- 城内にをゐて夜能被好ましき事
町を警備する武士の士気低下や油断を戒めるため、夜、武士の館で、宴会や猿楽を上演することを禁じた。
- 朝倉が館之外、国内□城郭を構へさせまじく候。
国人・地侍の塁館建造を禁止した。
- 惣別分限あらん者、一乗谷へ引越、郷村には代官ばかり置かる可き事。
国人・地侍に朝倉家の館がある一乗谷の移住を命じた。
- 名作之刀さのみ被好間敷候，其故は万疋之太刀を持たり共百筋之鑓には勝間敷候，万疋を以て百筋之鑓を求百人為持候は一方は可防候。
高価な名刀一口買うのであれば、同じ金員で、百の鑓を買うべきという合理的な教え。

このほか、京都の雅やかな暮らしを捨てて質素倹約を重んじること、年中3度の領内巡行や伽藍仏閣町屋巡検のことなど民生面にも配慮すべきことなどを規定した。

## 真偽
教科書にも載る有名な史実であるが、朝倉氏の研究家など、孝景制定に疑問を呈する者は少なくない。福井県が編纂した福井県史でも、孝景が制定したとすることに無理があるとする記述がある。